# موداران
موداران، روستایی از توابع بخش سامن شهرستان ملایر در استان همدان ایران است.مردم این روستا بسیار بافرهنگ بوده واز اداب معاشرت بالایی برخوردارند.دلاوران زیادی ازین روستا درگذشته‌ به لشگر کریم خان زندپیوستند. مردمان این روستا باروستای دم شاطر یا ده شاکر نسبت فامیلی نزدیکی دارند. درسال۱۲۵۰هجری شمسی عده ای ازمردمان روستاهای موداران که قبلا میخواران نامیده می‌شد به همراه عده‌ای دیگر ازروستای دم شاطر به دلیل جنگ ودرگیری قبیله‌ای به روستای آقداش از توابع شهرستان اراک مهاجرت کردند. اکنون آنها درروستای آقداش طایفه ی عباسعلی وحسینعلی را تشکیل داده‌اند. 

## جمعیت
این روستا در دهستان اورزمان قرار دارد و براساس سرشماری مرکز آمار ایران در سال ۱۳۹۵، جمعیت آن ۲۰۶ نفر (۶۲خانوار) بوده‌است.نام قدیم آن می خواران بوده است. آورزمان برای این مردم مانند بهشت است.